# Retiniphyllum secundiflorum
Retiniphyllum secundiflorum är en måreväxtart som beskrevs av Alexander von Humboldt och Aimé Bonpland. Retiniphyllum secundiflorum ingår i släktet Retiniphyllum och familjen måreväxter. Inga underarter finns listade i Catalogue of Life.